# Fronte Repubblicano
Il Fronte Repubblicano (in francese: Front républicain) - espressione nata dalla penna di Jean-Jacques Servan-Schreiber ne L'Express - era una coalizione elettorale di centro-sinistra nata in Francia in occasione delle elezioni legislative del gennaio 1956, al fine di contrastare il movimento poujadista.
Pierre Mendès France era il leader di questa coalizione composta da:
- Sezione Francese dell'Internazionale Operaia (SFIO);
- Partito Repubblicano, Radicale e Radical-Socialista;
- Unione Democratica e Socialista della Resistenza (UDSR);
- Repubblicani Sociali.

La campagna elettorale del Fronte repubblicano fu incentrata sulla necessità di una soluzione diplomatica alla guerra in Algeria.
Alle elezioni del 2 gennaio 1956 il Fronte repubblicano raccolse il 29,2% dei voti, ottenendo la maggioranza relativa di 192 seggi su 595 nell'Assemblea nazionale. Il presidente René Coty propose a Pierre Mendès France di formare un governo, ma questi rifiutò suggerendogli il nome del segretario generale dell'SFIO Guy Mollet.

La coalizione si disgregò rapidamente, soprattutto dopo le dimissioni di Pierre Mendès France, vicepresidente del consiglio, che lasciò il governo nel maggio 1956 per il suo disaccordo con la politica algerina di Mollet. Infatti, Pierre Mendès France criticò Mollet per non aver avviato una vera ricerca di un negoziato per la pace in Algeria e e di aver ceduto alla lobby dei Pieds-noirs. Il fallimento della coalizione portò al crollo della Quarta Repubblica e al ritorno al potere del generale de Gaulle dopo la crisi del maggio 1958.
Durante la Quinta Repubblica, il termine è stato nuovamente utilizzato per indicare una coalizione dei partiti di governo contro il Fronte Nazionale, in particolare al secondo turno delle elezioni presidenziali del 2002, quando tutti i partiti rappresentati in Parlamento chiesero un voto in favore di Jacques Chirac contro Jean-Marie Le Pen. Questa convergenza si dimostrò efficace, dal momento che Jean-Marie Le Pen in entrambi i turni ottenne il 17% dei voti, mentre il presidente uscente fu confermato con l'82% delle preferenze.

## Seggi parlamentari
| III Legislatura (1956) | III Legislatura (1956)                              | III Legislatura (1956)                       | Seggi     |
| ---------------------- | --------------------------------------------------- | -------------------------------------------- | --------- |
|                        |                                                     | Sezione Francese dell'Internazionale Operaia | 94 / 626  |
|                        | Partito Repubblicano, Radicale e Radical-Socialista | 53 / 626                                     |           |
|                        | Repubblicani Sociali                                | 22 / 626                                     |           |
|                        | Unione Democratica e Socialista della Resistenza    | 19 / 626                                     |           |
| Totale                 | Totale                                              | Totale                                       | 188 / 626 |